# Carbonethérapie
La carbonethérapie ou carbone thérapie est un traitement basé sur un équipement de haute technologie qui utilise des faisceaux d’ions carbone pour détruire certains cancers. Cette thérapeutique est une technique innovante de radiothérapie, qui est souvent nommée l'hadronthérapie, dénomination plus générale qui utilisent et qui désigne tous les techniques consistant à accélérer des ions légers (des ions carbone, des ions hélium,  et des protons ou d’autres ions) pour détruire les tumeurs. 
L’intérêt thérapeutique de l’hadronthérapie repose sur l’extrême précision balistique qui permet d’atteindre la tumeur en épargnant au mieux les tissus sains autour de la tumeur qui l’entoure, et donc de réduire les effets secondaires du traitement,. De plus, par ces qualités radio biologiques, la carbonethérapie est un traitement dont les résultats cliniques sont réellement meilleurs pour certains cancers considérés comme radio-résistants. Il s’agit de tumeurs pour lesquelles l’efficacité des rayonnements habituellement utilisés (photons (ou rayon X), et électrons mais également des traitements par protons) est insuffisante .

## Principe
Les principes physico-biologiques des ions carbones sont les suivants :
- L’efficacité du dépôt de dose des ions carbone au sein des tumeurs : L’efficacité particulière (EBR, cf. plus bas) des ions carbone est due à la densité du dépôt d’énergie à la fin de la trajectoire des ions carbone. Ce dépôt d’énergie est aussi appelé « dose déposée » ou tout simplement « dose » en radiothérapie. Ce fort dépôt d’énergie très ciblé permet de supprimer les différences de radiosensibilité entre les tissus, ce qui est un avantage en situation de résistance tumorale en particulier quand celle-ci provient d’une situation d’hypoxie qui est une cause fréquente d’échec de la radiothérapie conventionnelle.

- L’hypo-fractionnement des traitements en carbone : L’hypo fractionnement est la réduction du nombre de séances d’irradiation pour réaliser un traitement. Les données biologiques confirmées par l’expérience des équipes japonaises au NIRS (National institute of Radiological Sciences) qui sont les pionnières dans ce domaine, montrent qu’il est possible de réduire nettement le nombre de séances et la durée totale des traitements (traitement de 1 à 15 séances au lieu de 30 a 40), ce qui est un élément de confort pour le patient.

- La précision balistique[4] du carbone : L’autre spécificité des ions carbone, est représentée par leurs qualités balistiques, c’est-à-dire leur capacité à atteindre la cible avec une très grande précision et avec le minimum d’irradiation des tissus sains voisins. Cette qualité est similaire à celles des protons, et bien plus favorables que celles des rayons X.

- L’effet radio-biologique des ions carbone : Pour une même dose physique délivrée au sein d’une tumeur, les ions carbone ont une efficacité biologique anti-tumorale de 1,5 à 3 fois supérieure aux photons et aux protons, l'EBR (l'efficacité biologique relative) est de 1,5 à 3), et jusqu'à plus de 10 fois pour certaines sortes de tumeurs très "radio résistantes". De ce fait, la carbonethérapie est particulièrement intéressante pour traiter les tumeurs radio-résistantes aux autres techniques (photons et protons).

## Epidémiologie
La carbonethérapie s’adresse à une typologie précise de cancers, elle ne s’adresse pas à toutes les tumeurs. Les tumeurs éligibles appartiennent à un groupe de tumeur inopérables, reconnu comme radio-résistant, au stade primaire d’évolution (stade locorégional) ou en récidive ou rechute locale, et ayant un faible potentiel métastatique. En revanche, les tumeurs en rechute après avoir déjà été traités par radiothérapie et surtout les tumeurs suffisamment radio sensibles pour être efficacement traitées par les radiothérapies fractionnées classiques ne sont pas éligibles pour ce traitement.
Selon les classifications du groupe de surveillance des maladies rares en Europe , la liste des pathologies pouvant être traitées par hadronthérapie (carbonethérapie et protonthérapie) répond à la classification des malades rares basée sur les seuils des indicateurs épidémiologiques suivants: une prévalence  ≤  50 cas/ 100 000 personnes au sein d’une population donnée et une incidence ≤ 6 cas/ 100 000 personnes /an ,,,. En effet, les cancers éligibles pour une carbonethérapie représentent aujourd’hui une petite fraction de la population des patients qui ont besoin d’une radiothérapie. Certains auteurs estiment cette proportion à 5 à 6%. 

## Centres de traitement
| Nom                                                                              | Ville           | Pays      | Localisation                        | Commentaire                           |
| -------------------------------------------------------------------------------- | --------------- | --------- | ----------------------------------- | ------------------------------------- |
| GSI (Gesellschaft für Schwerionenforschung)                                      | Darmstadt       | Allemagne | 49° 55′ 54,71″ N, 8° 40′ 46,2″ E    | Activité de soin transférée à HIT     |
| HIT (Heidelberger Ionenstrahlen-Therapie)                                        | Heidelberg      | Allemagne | 49° 24′ 58,87″ N, 8° 40′ 02,02″ E   | Opérationnel                          |
| HIMAC (Heavy Ion Medical Accelerator in Chiba)                                   | Chiba           | Japon     | 35° 38′ 09,84″ N, 140° 06′ 13,62″ E | Opérationnel                          |
| HIBMC (Hyogo Ion Beam Medical Center)                                            | Hyogo           | Japon     | 34° 56′ 48,17″ N, 134° 25′ 49,54″ E | Opérationnel                          |
| CNAO (Centro Nazionale di Adroterapia Oncologica)                                | Pavia           | Italie    | 45° 11′ 57,61″ N, 9° 08′ 26,03″ E   | Opérationnel                          |
| ETOILE (Espace de Traitement Oncologique par Ions Légers dans le cadre Européen) | Lyon            | France    | 45° 44′ 20,26″ N, 4° 53′ 22,47″ E   | Projet suspendu                       |
| ARCHADE (Advanced Resource Centre for HADrontherapy in Europe)                   | Caen            | France    | 49° 10′ 59″ N, 0° 22′ 10″ O         | Projet de développement technologique |
| Austrian Ion Therapy & Cancer-Research Centre Project                            | Wiener Neustadt | Autriche  | 47° 49′ N, 16° 14′ E                | En construction, ouverture en 2014    |
| Heavy-Ion Medical Center of Gunma                                                | Gunma           | Japon     |                                     | Opérationnel                          |
| HIMAT (Heavy Ion Medical Accelerator in Tosu)                                    | Tosu            | Japon     |                                     | Opérationnel                          |
| i-ROCK Kanagawa Cancer Center                                                    | Yokohama        | Japon     |                                     | En construction, ouverture en 2015    |

## Sources
- L'hadronthérapie, une radiothérapie spécifique, reportage sur France 5